# Вішина (комуна, Олт)
Вішина (рум. Vișina) — комуна у повіті Олт в Румунії. До складу комуни входить єдине село Вішина.
Комуна розташована на відстані 145 км на південний захід від Бухареста, 63 км на південь від Слатіни, 72 км на південний схід від Крайови.

## Населення
За даними перепису населення 2002 року у комуні проживали 3389 осіб. Усі жителі комуни рідною мовою назвали румунську. За віросповіданням усі жителі комуни — православні.
Національний склад населення комуни:
| Національність | Кількість осіб | Відсоток |
| -------------- | -------------- | -------- |
| румуни         | 3388           | > 99,9%  |
| угорці         | 1              | < 0,1%   |

## Зовнішні посилання
- Дані про комуну Вішина на сайті Ghidul Primăriilor